# Bannerwolke

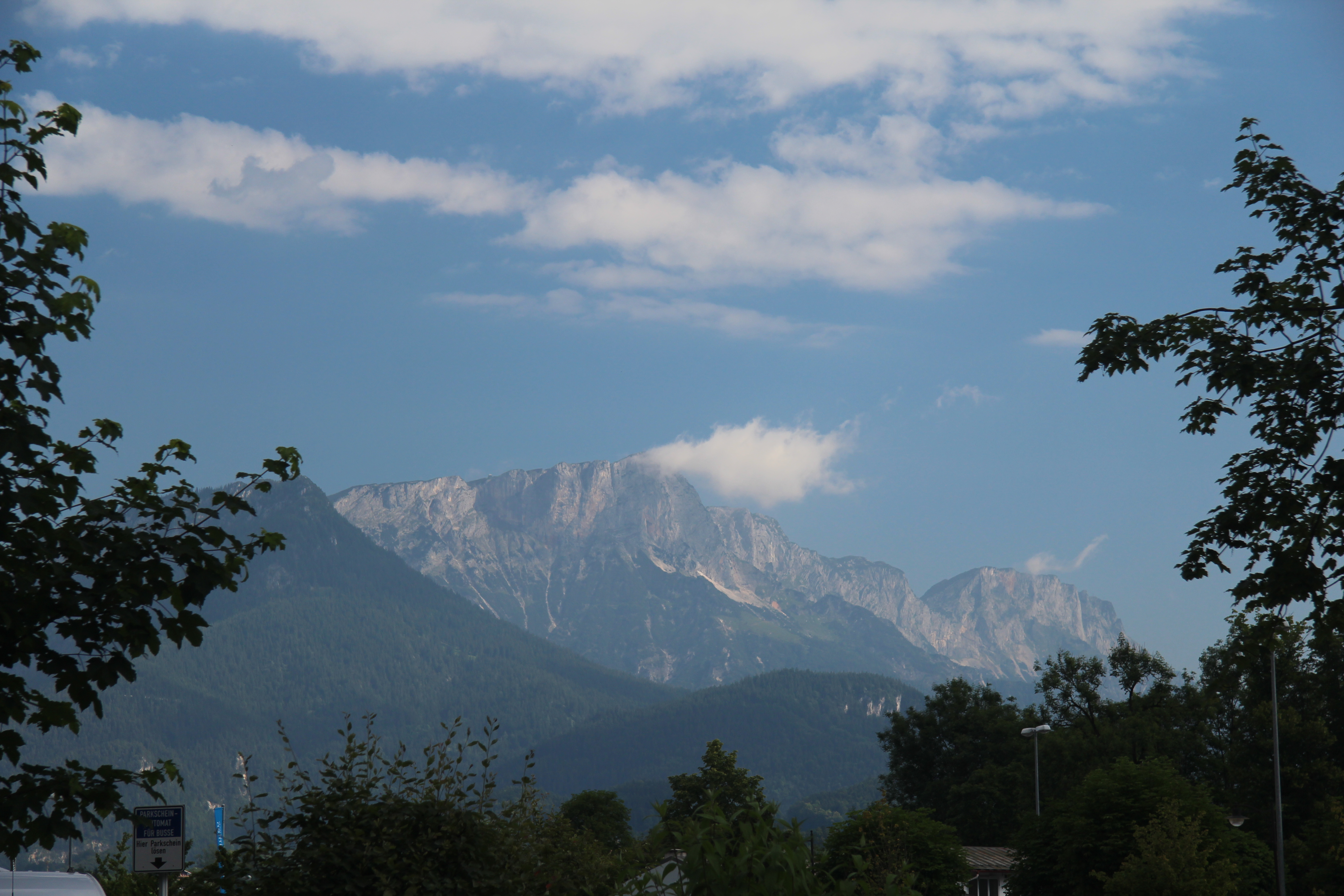
Bannerwolke am Untersberg, Berchtesgadener Land

 Als Bannerwolke bezeichnet man ortsfeste Wolken im Lee von steilen Berggipfeln oder Graten. Sie erwecken dadurch den Eindruck, als seien sie wie ein Banner an den Berg angeheftet. Die Luvseite des Berges bzw. Grates ist dabei wolkenfrei. Über viele Jahre gab es, bis Ende des 20. Jahrhunderts, keine befriedigende wissenschaftliche Erklärung für das Phänomen.

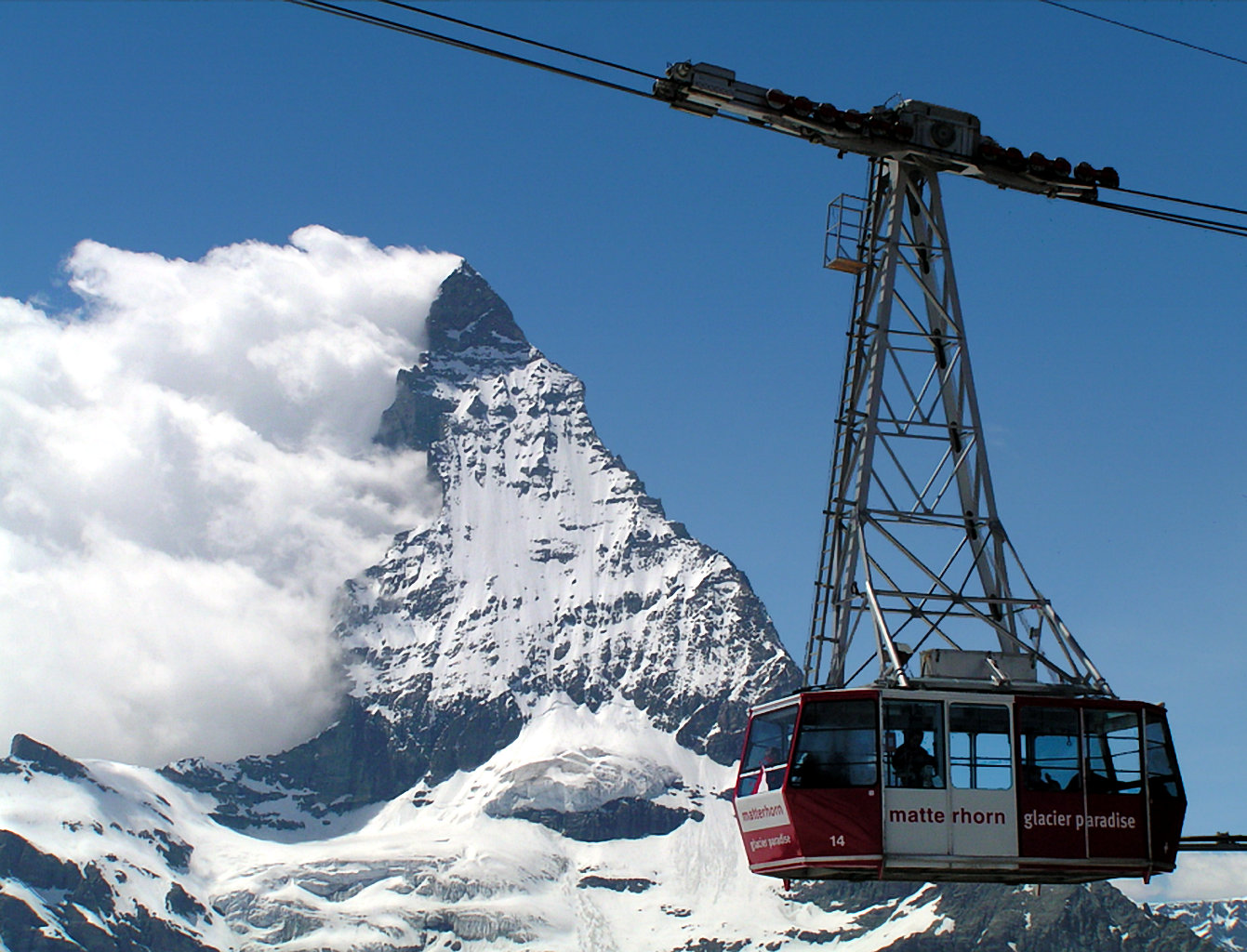
Bannerwolke am Matterhorn

Neuere Simulationen legen inzwischen nahe, dass die wahrscheinlichste Ursache eine erzwungene Hebung im aufsteigenden Ast eines Leewirbels ist (Leewirbel-Hypothese).